# Le regole della casa del sidro (film)
Le regole della casa del sidro (The Cider House Rules) è un film del 1999 diretto da Lasse Hallström, tratto dall'omonimo romanzo di John Irving.

## Trama
Homer è un ragazzo che vive da sempre nell'orfanotrofio fondato e gestito dal dottor Wilbur Larch, un uomo buono e gentile che tratta con affetto e rispetto i suoi piccoli orfani. Homer ha sempre avuto un carattere timido e riservato e tutti i tentativi di adozione non sono mai andati a buon fine per lui, così il dottor Larch ha incominciato a poco a poco a considerarlo un figlio e ha fatto di lui il suo assistente, istruendolo accuratamente anche nella pratica ostetrica, sperando così di lasciare l'orfanotrofio a una persona di cui si fida. Homer però non se la sente di seguire le orme di Larch ma vorrebbe vedere il mondo che c'è oltre il microcosmo dell'orfanotrofio.
L'occasione arriva quando una giovane coppia, Wally Worthington e Candy Kendall, arriva per far sottoporre la ragazza a un aborto, pratica vietata per legge, ma che il dottor Larch svolge ugualmente in segreto, cosa che è motivo di contrasto tra Homer e Wilbur. Il ragazzo, Wally, è un pilota in procinto di partire per la guerra mentre la fidanzata, la bellissima Candy, non sopporta l'idea di rimanere sola. Dopo aver fatto amicizia con la coppia, Homer decide di partire con loro: andrà a lavorare nell'azienda della famiglia di Wally, che possiede un meleto in cui si raccolgono mele e si produce sidro. Homer si stabilisce così nella fattoria e va a vivere nella casa assegnata ai dipendenti: "la Casa del Sidro". Inizialmente Homer è solo nella grande casa, che si riempie solo durante la stagione del raccolto, quando arrivano i lavoranti stagionali, ma l'amicizia con Wally e Candy e i numerosi lavori riempiono le sue giornate.
Giunge il periodo del raccolto e il capo dei raccoglitori è Mr. Rose, che lavora insieme con la figlia Rose Rose e altri quattro aiutanti. Homer socializza facilmente anche con tutti loro e si dimostra subito un gran lavoratore e un ragazzo sveglio. Nel frattempo si avvicina a Candy, che soffre la solitudine per la partenza di Wally e tra i due scoppia l'amore, con Candy che è colpita soprattutto dalla semplicità di Homer. Il dottor Larch intanto deve affrontare il problema del suo imminente pensionamento: insieme con una commissione di medici e funzionari governativi dovrà scegliere un successore. Essendo un personaggio scomodo, per via del sospetto che pratichi gli aborti, la commissione sarà ben attenta nella scelta di un suo successore che non faccia altrettanto.
Wilbur Larch così stila dei documenti falsi (usando i suoi, autentici) in cui si attestano la laurea in medicina e le specializzazioni di Homer, quindi prega ancora una volta Homer di tornare a casa e gli spedisce anche la sua borsa da medico, sperando che questo smuova il giovane; tuttavia, il ragazzo è ormai innamorato di Candy e non vuole rientrare. Al nuovo raccolto, la squadra di Mr. Rose è tornata alla fattoria, con loro la piccola Rose che ormai è una donna. Homer però scopre che Mr. Rose abusa della figlia e che la ragazza è rimasta incinta. Inizialmente rimane indifferente ma poi si scontra duramente con il sig. Rose e incomincia poi a temere per la figlia, sapendo bene che un aborto eseguito in clandestinità da gente impreparata può essere pericoloso e finanche letale (lo stesso motivo che spingeva il dottor Wilbur Larch a praticare egli stesso gli aborti, in sicurezza).
Homer aiutato da Candy, decide di operare egli stesso Rose, sentendo così la prima volta la sua vocazione di medico. Altri due avvenimenti spingono Homer a tornare a casa: Wally è stato gravemente ferito e torna a casa senza più l'uso delle gambe, Candy decide così di troncare con Homer e di restare accanto al fidanzato, inoltre giunge la notizia della morte del dottor Wilbur Larch, nonché la lettera di nomina come suo successore. Homer ormai è convinto che il suo posto è all'orfanotrofio a continuare l'opera del suo mentore e "padre", e l'esperienza che ha fatto in quegli anni gli ha dato maggiore consapevolezza di sé. Ad aspettare felicemente il suo arrivo è una delle ragazze più grandi dell'orfanotrofio.

## Produzione
- L'autore del romanzo e della sceneggiatura, John Irving, appare in un cameo nella parte del capostazione.
- Ci sono voluti più di dieci anni per portare a compimento la versione cinematografica del romanzo: il figlio maggiore di Irving avrebbe voluto interpretare Homer ma, a causa dei ritardi di produzione, finì per essere fuori età per il ruolo; egli appare comunque nel film interpretando una parte minore.
- L'autore chiese espressamente che fosse dato più peso al rapporto tra il dottor Larch e Homer piuttosto che a quello tra Homer e Candy, augurandosi che la locandina non mostrasse solo Homer e Candy; questa sua volontà, tuttavia, non fu rispettata.
- Rose Rose è interpretata dalla cantante soul Erykah Badu.
- Le location del film: Northampton in Massachusetts negli USA (Ospedale - Orfanotrofio e Drive-in); infine Sand Beach, Acadia National Park, Bar Harbor, Maine, USA (la spiaggia).
- Il titolo si riferisce a un foglio, affisso nella "Casa del Sidro" (dove vivono i lavoratori) sul quale sono segnate le regole da rispettare.

## Riconoscimenti
- 2000 - Premio Oscar
  - Miglior attore non protagonista a Michael Caine
  - Migliore sceneggiatura non originale a John Irving
  - Candidatura al miglior film a Richard N. Gladstein
  - Candidatura alla migliore regia a Lasse Hallström
  - Candidatura alla migliore scenografia a David Gropman e Beth A. Rubino
  - Candidatura al miglior montaggio a Lisa Zeno Churgin
  - Candidatura alla migliore colonna sonora a Rachel Portman
- 2000 - Golden Globe
  - Candidatura al miglior attore non protagonista a Michael Caine
  - Candidatura  alla migliore sceneggiatura a John Irving
- 2000 - Premio BAFTA
  - Candidatura al miglior attore non protagonista a Michael Caine
- 1999 - Chicago Film Critics Association Award
  - Candidatura alla migliore colonna sonora a Rachel Portman
- 1999 - National Board of Review Award
  - Migliore sceneggiatura a John Irving
- 1999 - Festival di Venezia
  - Candidatura Leone d'Oro a Lasse Hallström
- 2000 - Critics' Choice Movie Award
  - Candidatura al miglior film
- 1999 - Satellite Award
  - Migliore sceneggiatura non originale a John Irving
  - Candidatura al miglior attore non protagonista in un film drammatico a Michael Caine
  - Candidatura alla migliore attrice non protagonista in un film drammatico a Charlize Theron
  - Candidatura alla migliore attrice non protagonista in un film drammatico a Erykah Badu
- 2000 - Screen Actors Guild Award
  - Miglior attore non protagonista a Michael Caine
  - Candidatura al miglior cast
- 2000 - Premio Bambi
  - Stella Nascente a Charlize Theron
- 2001 - Premio Bodil
  - Candidatura al miglior film statunitense a Lasse Hallström
- 2001 - Empire Award
  - Candidatura Miglior attore britannico a Michael Caine
- 2001 - Grammy Award
  - Candidatura alla migliore colonna sonora a Rachel Portman
- 2000 - Las Vegas Film Critics Society Award
  - Candidatura al miglior attore non protagonista a Delroy Lindo
- 2000 - Golden Reel Award
  - Candidatura al miglior montaggio sonoro (Dialoghi ADR)
- 2000 - PGA Award
  - Candidatura Produttore dell'anno a Richard N. Gladstein
- 1999 - San Diego Film Critics Society Award
  - Candidatura alla migliore sceneggiatura non originale a John Irving
- 2001 - Sant Jordi Award
  - Miglior film straniero a Lasse Hallström
- 2000 - Teen Choice Award
  - Candidatura al miglior film drammatico
  - Candidatura al miglior attore protagonista a Tobey Maguire
  - Candidatura alla migliore attrice protagonista a Charlize Theron
- 2000 - WGA Award
  - Candidatura alla migliore sceneggiatura a John Irving
- 2000 - American Cinema Foundation
  - Candidatura al miglior film
- 2000 - Black Reel Award
  - Miglior attrice non protagonista a Erykah Badu
  - Candidatura al miglior attore non protagonista a Delroy Lindo
- 2000 - USC Scripter Award
  - Candidatura alla migliore sceneggiatura a John Irving